# Lotus 102
El Lotus 102 era un coche de carreras de Fórmula 1 diseñado por Lotus para su uso en la temporada 1990 de Fórmula 1 y eventualmente competiría en tres temporadas hasta 1992.

## Desarrollo
Utilizando el 101 como base, Frank Dernie incorporó el motor Lamborghini V12 de 640 CV (477 kW; 649 CV) que había utilizado el equipo Larrousse Lola durante 1989. Su uso convirtió al 102 en el único Lotus que compitió con un motor V12. El motor tenía varios inconvenientes, principalmente su tamaño, peso y economía de combustible. Sin embargo, se creía que los aumentos de potencia compensarían estos inconvenientes. El tamaño del motor obligaba a ubicarlo más abajo en el chasis, que también debía diseñarse con las dimensiones más amplias permitidas para poder incorporar depósitos de combustible más grandes. Además, debido a la masa del motor, todos los componentes del coche tuvieron que ser examinados minuciosamente para investigar si se podían realizar más reducciones de peso en otros lugares.
La partida de Nelson Piquet a Benetton y de Satoru Nakajima a Tyrrell a finales de 1989 trajo al experimentado Derek Warwick y ascendió al piloto de pruebas Martin Donnelly para ocupar el puesto de piloto vacante. La inclusión de estos conductores, que eran más altos que Piquet y Nakajima, supuso otro compromiso de diseño, ya que el coche tenía que ser más alto de lo deseado.

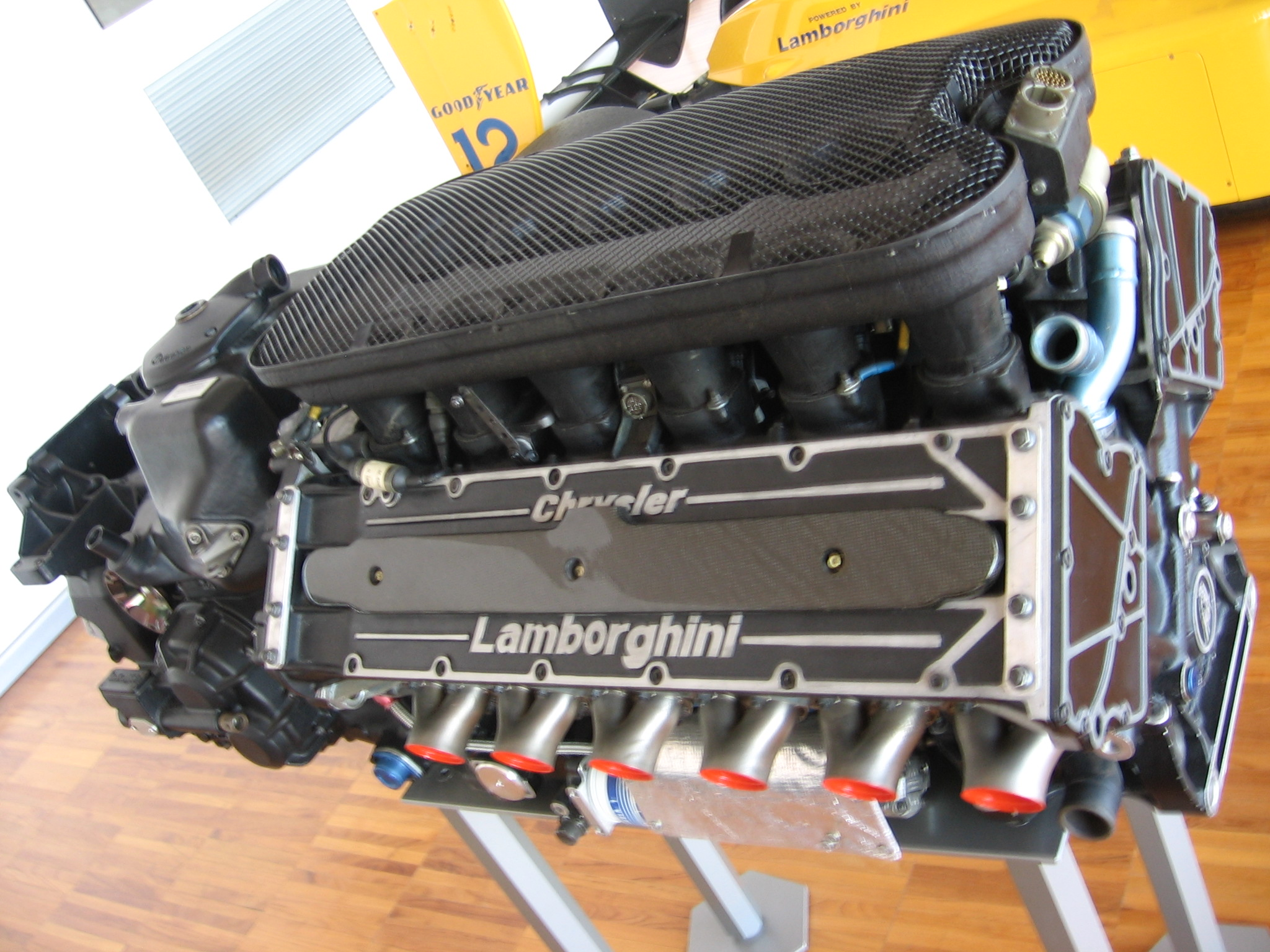
El motor Lamborghini 3512 V12 utilizado en el Lotus 102 en 1990

El exjefe Peter Warr había estado cerca de negociar grandes acuerdos de patrocinio con Coca-Cola y Castrol para 1990, pero las consecuencias del escándalo del DeLorean arruinaron esos planes, dejando al equipo sin fondos suficientes.
El manager del equipo Lotus, Rupert Mainwarring, predijo con seguridad que el equipo conseguiría 40 puntos para el campeonato. En la primera ronda del campeonato quedó claro que esta confianza, lamentablemente, estaba fuera de lugar.

## Historia

### 1990
El equipo Lotus tuvo que luchar durante toda la temporada para sumar tres puntos, su puntaje más bajo desde 1958. Warwick anotó los tres puntos con un sexto lugar en Canadá y un quinto lugar en Hungría, mientras que Donnelly no logró anotar ningún punto. La mayoría de las veces, fue la falta de fiabilidad del motor Lamborghini 3512 lo que le costó a Lotus en 1990. Al final, esta actuación fue testigo de la salida del lucrativo patrocinio Camel que el equipo había disfrutado desde 1987 y casi le costó la existencia al equipo. Irónicamente, el uso previsto del Lamborghini V12 fue también la razón principal por la que el triple campeón del mundo Nelson Piquet decidió no volver a firmar con el equipo después de 1989, y el brasileño predijo correctamente que el motor poco desarrollado obstaculizaría sus posibilidades y las del equipo. Si bien el Lamborghini, uno de los dos únicos motores V12 en la Fórmula 1 en ese momento (el otro era Ferrari), se había mostrado prometedor con el equipo Larrousse en su temporada de debut en 1989, todavía estaba por detrás del V12 de Ferrari, los motores V10 de Honda y Renault, e incluso el motor Ford V8 construido y desarrollado por Cosworth en ambas potencias (sólo producía alrededor de 620 bhp (462 kW; 629 PS) en comparación con el más cercano a 700 CV (522 kW; 710 CV) para Honda, Renault y Ferrari) y, lo que es más importante, fiabilidad. A Derek Warwick no le gustaba el coche, sentía que el motor estaba mal y que el monocasco no era seguro y dijo: No me gustaba conducirlo. Tenía miedo de estar en eso.
El 102 finalmente vio el final de la breve carrera de Martin Donnelly en la F1 en un accidente que casi le cuesta la vida. Durante el Gran Premio de España de 1990 en Jerez, Donnelly tuvo un terrible accidente durante los entrenamientos del viernes cuando abandonó el circuito en la rápida curva a la derecha detrás de los boxes y el coche chocó contra las barreras a gran velocidad. La mala calidad de construcción del coche quedó demostrada en el terrible impacto. El 102 se partió por la mitad y el asiento del monoplaza se soltó y salió disparado de los escombros con Martin todavía atado. Donnelly, quien terminó tirado en medio de la pista, sufrió lesiones graves que requirieron meses de recuperación. Dos carreras antes en Italia, Warwick también sufrió un accidente en la primera vuelta de la carrera en Monza cuando se abrió de par en par en la salida de la Parabólica y golpeó las barreras a gran velocidad. Aunque el coche volcó y se deslizó por el centro del circuito boca abajo, Warwick resultó ileso. Salió de su monoplaza, que los siguientes monoplazas evitaron, corrió de regreso a boxes (donde le dijo al equipo y a los periodistas que el accidente fue culpa suya por irse demasiado ancho en la Parabólica) y comenzó la carrera en el monoplaza de repuesto.
Después del accidente que puso fin a la carrera de Donnelly en Jerez, fue reemplazado en las dos últimas carreras en Japón y Australia por el piloto británico Johnny Herbert.
En diciembre de 1990, Peter Collins y Peter Wright encabezaron un consorcio que compró el equipo. Debido al momento de la adquisición, el equipo no pudo comenzar la temporada con suficiente patrocinio. Además, la introducción planificada del tipo 103 de Dernie fue archivada, y el equipo optó por actualizar el 102 a los estándares B.
En una entrevista de 2014, al hablar de su tiempo en Lotus y con el motor Lamborghini, Derek Warwick dijo que el coche era pobre y que "se doblaba por todos lados, se rompía, no era confiable" antes de agregar que el motor V12 era "todo ruido y no funcionaba".

### 1991

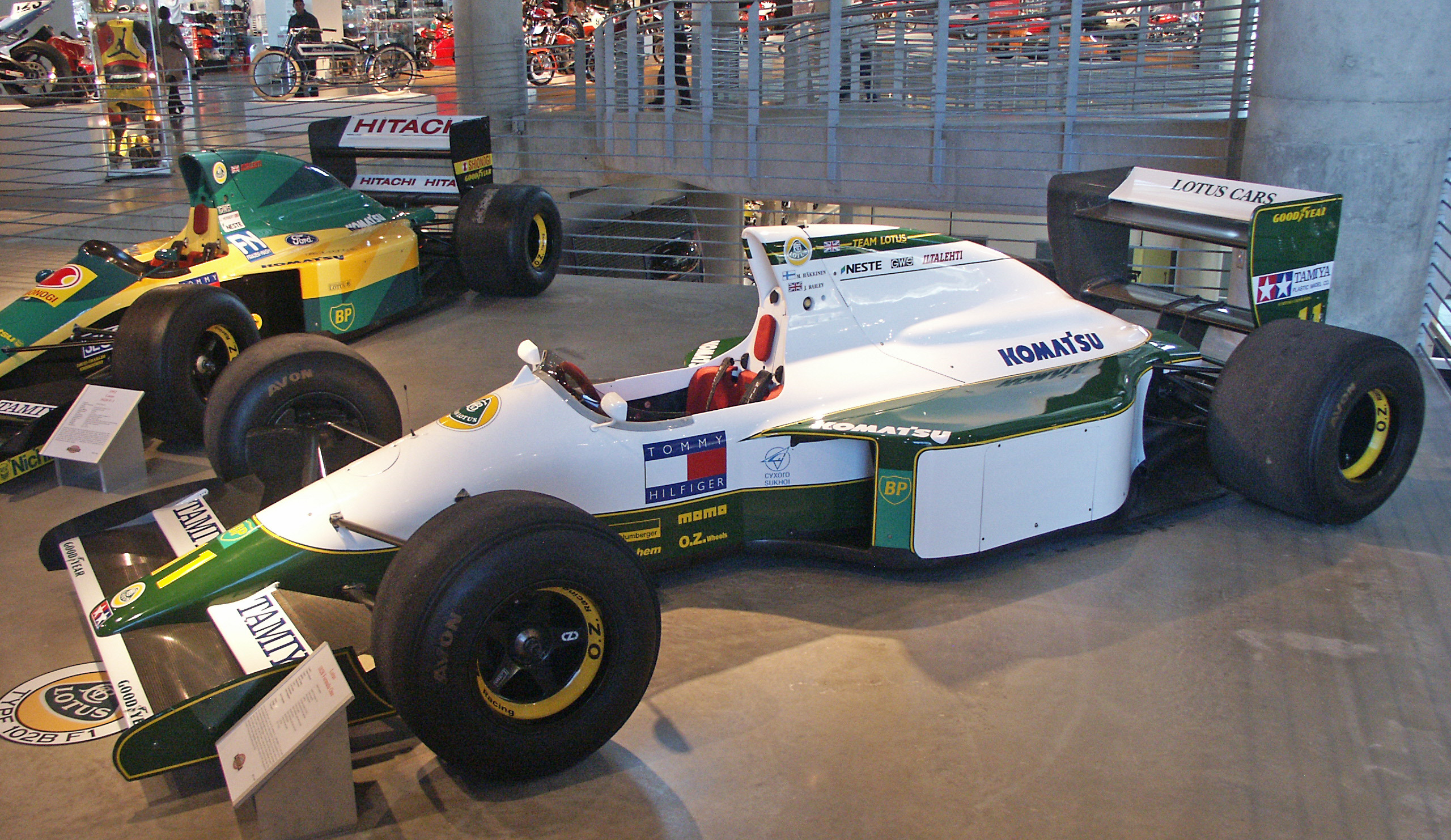
Lotus 102B

El Lotus 102B fue la entrada del equipo Lotus a la temporada 1991. A pesar de tener incorporados más de 800 componentes nuevos, el nuevo coche no era lo suficientemente diferente de los 102 como para justificar una nueva designación de tipo. Esto continuó el precedente establecido por Lotus 30 años antes, por el cual el Tipo 25 fue rediseñado casi por completo, pero aún así se denominó 25B.
El pesado y en última instancia poco confiable (al menos en el uso de Lotus; el equipo Larrouse-Lola obtuvo mejores resultados al haber usado el motor desde 1989) el motor Lamborghini fue reemplazado por el Judd EV V8, el sucesor del Judd CV V8 que se había usado en el 101 en 1989. También se cambió la alineación de conductores. Martin Donnelly declaró que debía permanecer como piloto principal durante 1991, pero las lesiones que sufrió en su accidente en Jerez el año anterior acabaron con eso. El futuro campeón mundial Mika Häkkinen y Julian Bailey ocuparon los asientos que dejaron un frustrado Derek Warwick y el lesionado Donnelly. Era evidente que el coche no estaba ni cerca de marcar el ritmo del McLaren MP4/6 y el Williams FW14 en la primera ronda en Phoenix. El control de calidad todavía no estaba a la altura; Häkkinen continuó describiendo que durante esta carrera se le salió el volante. El hecho de que Bailey no se clasificara para el Gran Premio de Mónaco provocó su salida y su reemplazo por el piloto de pruebas Johnny Herbert por el resto de la temporada. Debido a los compromisos de Herbert en la Fórmula 3000 japonesa, el piloto alemán Michael Bartels corrió en su ausencia pero no logró clasificarse.
El 102B permitió al equipo igualar su total de 1990 puntos en tres puntos. Con un mayor patrocinio y el retraso del 107, continuaría compitiendo durante las primeras cuatro carreras de la temporada 1992 con la especificación D. La especificación C incorporó el motor P799WE Isuzu V12 F1 que se había desarrollado durante toda la temporada pero que nunca corrió. El nuevo motor producía una potencia impresionante, y se rumoreaba que rondaba los 750 CV. Sin embargo, en la única prueba en pista del motor, el coche estaba seis segundos por detrás del ritmo. Al final, Collins decidió no llegar a un acuerdo para utilizar el motor no probado e Isuzu decidió no ingresar a la Fórmula 1 de todos modos.

### 1992

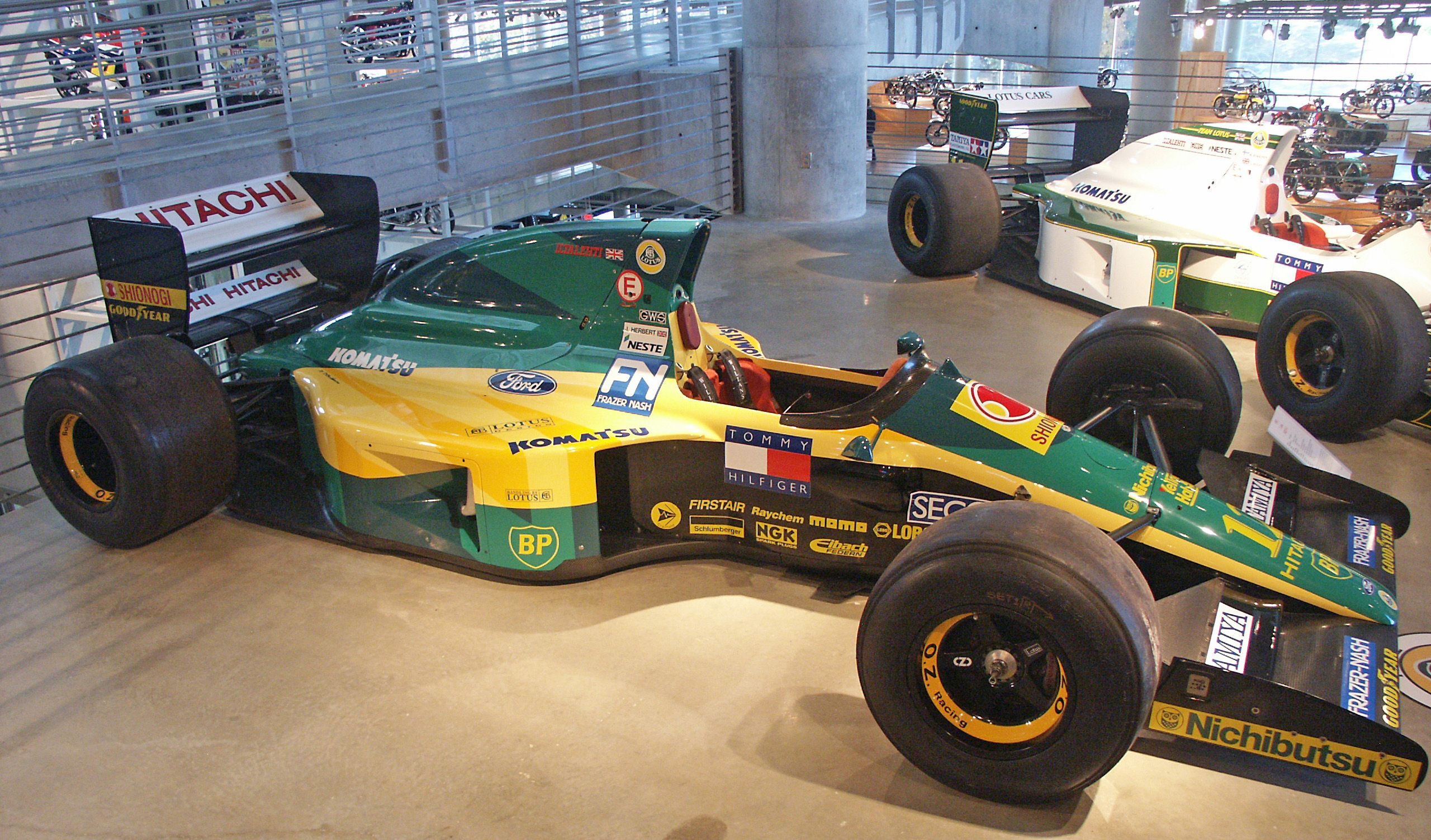
Lotus 102D

La encarnación final del 102 fue el improvisado 102D que representó al equipo Lotus al inicio de la temporada de 1992. Exteriormente similar al 102B, el monoplaza tenía un Cosworth HB V8 en lugar del Judd EV V8. En un intento por ganar exposición, un 102D conducido por Johnny Herbert rompió el récord del circuito Brands Hatch Indy para el programa Record Breakers de la BBC.

## Resultados
(Clave) (negrita indica pole position) (cursiva indica vuelta rápida)

| Año     | Chasis | Motor           | Neu. | N.º | Pilotos         | 1   | 2   | 3   | 4   | 5   | 6   | 7   | 8   | 9   | 10  | 11  | 12  | 13  | 14  | 15  | 16  | Puntos | Pos. |
| ------- | ------ | --------------- | ---- | --- | --------------- | --- | --- | --- | --- | --- | --- | --- | --- | --- | --- | --- | --- | --- | --- | --- | --- | ------ | ---- |
| 1990    | 102    | Lamborghini V12 | G    |     |                 | USA | BRA | SMR | MON | CAN | MEX | FRA | GBR | GER | HUN | BEL | ITA | POR | ESP | JPN | AUS | 3      | 8.º  |
| 1990    | 102    | Lamborghini V12 | G    | 11  | Derek Warwick   | Ret | Ret | 7   | Ret | 6   | 10  | 11  | Ret | 8   | 5   | 11  | Ret | Ret | Ret | Ret | Ret | 3      | 8.º  |
| 1990    | 102    | Lamborghini V12 | G    | 12  | Martin Donnelly | DNS | Ret | 8   | Ret | Ret | 8   | 12  | Ret | Ret | 7   | 12  | Ret | Ret | DNS |     |     | 3      | 8.º  |
| 1990    | 102    | Lamborghini V12 | G    | 12  | Johnny Herbert  |     |     |     |     |     |     |     |     |     |     |     |     |     |     | Ret | Ret | 3      | 8.º  |
| 1991    | 102B   | Judd V8         | G    |     |                 | USA | BRA | SMR | MON | CAN | MEX | FRA | GBR | GER | HUN | BEL | ITA | POR | ESP | JPN | AUS | 3      | 9.º  |
| 1991    | 102B   | Judd V8         | G    | 11  | Mika Häkkinen   | 13  | 9   | 5   | Ret | Ret | 9   | DNQ | 12  | Ret | 14  | Ret | 14  | 14  | Ret | Ret | 19  | 3      | 9.º  |
| 1991    | 102B   | Judd V8         | G    | 12  | Julian Bailey   | DNQ | DNQ | 6   | DNQ |     |     |     |     |     |     |     |     |     |     |     |     | 3      | 9.º  |
| 1991    | 102B   | Judd V8         | G    | 12  | Johnny Herbert  |     |     |     |     | DNQ | 10  | 10  | 14  |     |     | 7   |     | Ret |     | Ret | 11  | 3      | 9.º  |
| 1991    | 102B   | Judd V8         | G    | 12  | Michael Bartels |     |     |     |     |     |     |     |     | DNQ | DNQ |     | DNQ |     | DNQ |     |     | 3      | 9.º  |
| 1992    | 102D   | Ford V8         | G    |     |                 | RSA | MEX | BRA | ESP | SMR | MON | CAN | FRA | GBR | GER | HUN | BEL | ITA | POR | JPN | AUS | 13*    | 5.º  |
| 1992    | 102D   | Ford V8         | G    | 11  | Mika Häkkinen   | 9   | 6   | 10  | Ret | DNQ |     |     |     |     |     |     |     |     |     |     |     | 13*    | 5.º  |
| 1992    | 102D   | Ford V8         | G    | 12  | Johnny Herbert  | 6   | 7   | Ret | Ret |     |     |     |     |     |     |     |     |     |     |     |     | 13*    | 5.º  |
| Fuente: |        |                 |      |     |                 |     |     |     |     |     |     |     |     |     |     |     |     |     |     |     |     |        |      |

- * 2 puntos obtenidos con el 102D. El resto de los puntos fueron obtenidos con el 107.